# Evan Christopher
Pour les articles homonymes, voir Christopher (homonymie).
Evan Christopher (né le 31 août 1969 à Long Beach, Californie) est un clarinettiste de jazz et compositeur américain dans le style Nouvelle-Orléans. Il perpétue l’héritage du style de jeu de clarinette créé par les premiers clarinettistes de la Nouvelle-Orléans tels que Lorenzo Tio Jr., Sidney Bechet, Omer Simeon, Barney Bigard et Johnny Dodds. Comme les anciens, il joue sur des modèles de clarinette système Albert, notamment un modèle « Improved Albert » de chez Selmer,.

## Biographie
Evan Christopher commence à 11 ans sa formation musicale et son apprentissage de la clarinette à l’école de musique et des arts d'Idyllwild en Californie auprès du bassiste Marshall Hawkins (en). Après le lycée, il étudie le saxophone à l’université de Californie du Sud avec Thom Mason et poursuit ses études à l’université d'État de Californie à Long Beach où il reprend ses études de la clarinette avec le clarinettiste classique Gary Bovyer. Il obtient son diplôme avec mention. Les premiers mentors d'Evan Christopher seront les clarinettistes Kenny Davern, Tony Scott, et le saxophoniste soprano George Probert (en).
Au début des années 1990, il accompagne lors de tournées l’auteur-compositeur-interprète A. J. Croce (en), qui le conduisent à la Nouvelle-Orléans. Il y déménage en 1994 et effectue un travail varié avant de rejoindre le Jim Cullum (en) Jazz Band à San Antonio, Texas en 1996. Pendant près de trois ans, il joue tous les soirs comme leur clarinettiste vedette et enregistre plusieurs émissions de radio avec abonnement, Riverwalk Jazz (en). Evan Christopher retourne ensuite à la Nouvelle-Orléans, sa notoriété augmente avec la série d'enregistrements « Clarinet Road » mais en 2005 à la suite des dégâts et des inondations causés par l’ouragan Katrina, il perd tout et est contraint de partir. Il voyage continuellement et s’installe même brièvement à Paris à l’invitation du service des Affaires culturelles de l'ambassade française. Au cours de cette résidence d’artiste en France, il forme le groupe Jazz Traditions Project en 2006, avec Dave Blenkhorn à la guitare, Sébastien Girardot à la contrebasse et Guillaume Nouaux à la batterie. Il décide ensuite de rendre hommage au jazz manouche de Django Reinhardt en y mêlant les musiques et les rythmes de la Nouvelle-Orléans du « monde créole » avec Django à la Créole, formation composée des guitaristes Dave Kelbie et Dave Blenkhorn, ainsi que du contrebassiste Sébastien Girardot. Des tournées aux États-Unis avec le New Orleans Jazz Orchestra d’Irvin Mayfield (en) ont permis à Christopher de retourner à la Nouvelle-Orléans où il est installé en permanence depuis 2008. Il est membre fondateur de la guilde des compositeurs de jazz, NOLA ArtHouse Music ainsi que du Seahawk Modern Jazz Orchestra en Californie du Sud.
Christopher a publié divers travaux de recherche et présentations sur la clarinette jouée en Nouvelle-Orléans et, en 2002, entame des études de musicologie à l’université Tulane. De 2008 à 2009, il enseigne à temps partiel à l’université de la Nouvelle-Orléans où il a dirigé un « New Orleans Music Ensemble » qui s’est produit avec des artistes invités tels que Lucien Barbarin (en) et Marcus Roberts.
En tant que compositeur, de nombreux morceaux originaux sont publiés sur des albums tels que Delta Bound avec le pianiste Dick Hyman (Arbors, 2007), The Remembering Song avec le guitariste Bucky Pizzarelli (Arbors, 2010) et Book one avec le New Orleans Jazz Orchestra. En juillet 2010, il crée la première de sa composition « Treat It Gentle Suite », un concerto pour clarinette et groupe de jazz dans le style de la Nouvelle-Orléans, avec l'orchestre symphonique du Minnesota.
« As opposed to thinking of New Orleans music and New Orleans clarinet as being a sub-genre of jazz, I always thought it being the opposite. »
— Evan Christopher

« Au lieu de considérer la musique de la Nouvelle-Orléans et la clarinette de la Nouvelle-Orléans comme un sous-genre du jazz, j'ai toujours pensé que c'était le contraire. »
Evan Christopher a enregistré de nombreux albums, dont certains ont été récompensés par la critique et constituent une référence pour la musique Nouvelle-Orléans actuelle,.
Evan Christopher rappelle que c'est lors d'une rencontre avec le clarinettiste bebop Tony Scott en Italie et quand Tony lui a écrit une dédicace sur une de ses photos prise dans les coulisses du Carnegie Hall avec Charlie Parker et Billie Holiday : 
« Good luck on Clarinet Road… lots of curves! »
— Tony Scott
        
« Bonne chance sur la route de la clarinette... beaucoup de virages ! »

qu'Evan a gardé cette idée pour caractériser ses activités. Il a perdu l'affiche dans les inondations de Katrina mais : 

« j'ai gardé l'identité de Clarinet Road. Le terme peut être le nom de mon groupe, d'un projet, de ma maison d'édition, tout ce qui a trait à ma carrière et à tous les virages qu'il englobe. Il y a eu beaucoup de virages, mais la musique prend soin de vous si vous en prenez soin. Vous ne savez jamais où elle va vous mener. »

— Evan Christopher
En 2012, il enregistre le morceau intitulé Heavy Henry, dédicacé à Henry Butler, avec Lucia Micarelli au violon et Tom McDermott au piano pour la bande originale de la saison 2 de la série Treme.
En plus d'une carrière d'interprète bien remplie, il anime également des ateliers musicaux et des activités éducatives dans le but de promouvoir la culture dans la Nouvelle-Orléans après l'inondation de Katrina.
Le luthier Vytas Krass a mis au point avec Evan Christopher une ligne de becs de clarinette, nommée EC Artist Series Bb, adaptée au style de jeu de la musique de la Nouvelle-Orléans.

## Récompense
Au lycée, il reçoit le Louis Armstrong National Jazz Award (en). 

## Discographie

### Commeleader
- 2020 Art Of The New Orleans Trio (Jazzology – JCD-416)
- 2020 Live at Luthjen's avec David Torkanowsky (Independent)
- 2020 A Summit in Paris, Evan Christopher Meets Fapy Lafertin, avec Dave Kelbie (guitare rythmique) et Sébastien Girardot (contrebasse) (Camille Productions)
- 2016 Bayou Chant & Other Textures, Evan Christopher's Clarinet Road avec David Torkanowsky (piano), Joe Ashlar (piano), Brian Seeger (guitare), Roland Guerin (bass) (STR Digital Records)
- 2016 Gems by the Piano Giants avec Ehud Asherie, piano (Clarinet Road)
- 2014 Django à la Créole: Live! (Frémeaux & Associés)[11]
- 2013 Louie's Dream For Our Jazz Heroes avec Eli Yamin, piano (Yamin Music LLC)
- 2011 Clarinet Road Vol. III: In Sidney's Footsteps avec La Section Rhythmique & Julien Brunetaud, piano (STR Digital Records)
- 2010 Finesse - Django à la Créole (Frémeaux & Associés)
- 2010 The Remembering Song avec Bucky Pizzarelli (Arbors Records)[12]
- 2008 Django à la Créole - Django à la Créole[6] (Frémeaux & Associés)
- 2007 Introduction: Live at the Meridien - JazzTraditions Project
- 2006 Delta Bound - feat. Dick Hyman (Arbors Records)
- 2005 Clarinet Road Vol. II: The Road to Romance - feat. Jack Sheldon & Tierney Sutton (STR Digital)
- 2002 Music Minus One: Chicago-Style Jam Session (Music Minus One)
- 2002 The Ragpickers - including 1949 recordings by Tony Parenti (Jazzology)
- 2001 Clarinet Road Vol. I: The Road to New Orleans (STR Digital)
- 1998 (The Hottest Clarinet...) This Side of Evan feat. members of the Jim Cullum Jazz Band (Meridian Productions, re-released by Jazzology, 2002)

### Commesidemanou invité
- Guillaume Nouaux : Guillaume Nouaux and The Clarinet Kings (Guillaume Nouaux Music, 2019)[13],[14]
- Christopher Washburne : Rags and roots avec Alphonso Horne; Evan Christopher; André Mehmari; Hans Glawischnig; et al. (Millwood, NY : Zoho Music, 2017)
- Evan Christopher; Ken Matheson's Classic Jazz Orchestra : Clarinet gumbo (Lake Records, 2016)
- Tom McDermott : Bamboula avec Aurora Nealand; Evan Christopher; Patrick Harison; Caio Márcio (Los Angeles : Minky Records, 2013)
- Tom McDermott : Almost Native (Threadhead, 2011)
- Martin Krusche : Magnetic Ear, Aliens Of Extraordinary Ability (2010)
- Matt Perrine: Matt Perrine & Sunower City - Bayou Road Suite (Threadhead, 2010)
- Irvin Mayfield (en) : New Orleans Jazz Orchestra-Book One (World Village, 2009)[7]
- Kermit Ruffins : Livin a Tremé Life (Basin Street, 2009)
- Tom McDermott :New Orleans Duets (Rabadash Records, 2009)
- Steve Pistorius : Rags And Stomps, Solos And Duets (Solo Art, 2008)
- Lars Edegran (en) : New Orleans Jazz (GHB Records, 2007)
- Jon-Erik Kellso (en) : Blue Roof Blues (Arbors Records, 2006)
- Duke Heitger : Duke Heitger's New Orleans Wanderers avec Bob Havens:  What Is This Thing Called Love (Jazzology, 2006)
- Mark Braud (en) : The Spirit Of New Orleans, Live In Barcelona, (Blue Moon, 2006)
- Abi mire dacar Xudaydi: Hargeisa International Book Fair (HlBF, 2005)
- Lars Edegran : Lars Edegran Presents Uncle Lionel (Jazzology, 2005)
- Duke Heitger : Krazy Kapers (Jazzology, 2003)
- Walter Payton (en) : Walter Paytons Gumbo Filé Band (504 Records, 2002)
- Lino Patruno (it) : Jammin' for Condon, Live in Ascona w/ Tom Baker (Jazzology, 2002)
- Tom McDermott : Danza (STR Digital, 2002)
- Lars Edegran : Lars Edegran and His New Orleans All Stars (Jazzology, 2001)
- Trevor Richards : Blame it on the Blues avec Bernd Lhotsky (2001)
- Ronnie Magri :Shim Sham Revue (2001)
- Duke Heitger : Duke Heitgers Big 4: Prince of Wails (Stomp Off, 2001)
- Kevin Clark : New Orleans Trumpet (Summit, 2000)
- Sidney Bechet Society: Sidney Bechet Society Jam Session Concert (Nagel-Heyer Records, 2000)
- Koen De Cauter : A Little Corner of Paradise (Jazzology, 1999)
- Tom McDermott : Louisianthology (STR Digital, 1999)
- Trevor Richards : City of the Blues w/ David Boeddinghaus (Jazzology, 1999)
- Jim Cullum : Deep River feat. Topsy Chapman (Pacic Vista Productions, 1998)
- Sebastian Campesi : From the Heart (1998)
- Jim Cullum : The Jim Cullum Jazz Band: American Love Songs (Pacic Vista Productions, 1997)
- Lars Edegran : Crescent City Christmas feat: Big Al Carson (Jazzology, 1995)
- Arnold McCuller : Exception to the Rule (Coyote Records, 1994)
- Lars Edegran : Lionel Ferbos, avec Lars Edegran's New Orleans Band (Jazzology, 1994)
- A.J. Croce : A.J. Croce (Private Music, 1993)